# Браччолини, Поджо
Джанфранче́ско По́джо Браччоли́ни, По́джо Флоренти́йский (итал. Gianfrancesco Poggio Bracciolini; 11 февраля 1380[…], Террануова-Браччолини, Тоскана — 30 октября 1459[…], Флоренция) — видный итальянский гуманист, писатель, собиратель античных рукописей. Его почерк лёг в основу латинского прямого начертания.

## Биография
Родился в тосканском городке Террануова в семье аптекаря, изучал нотариальное дело в университете Флоренции.
Сблизился с кружком гуманистов, которым руководил Колуччо Салутати. По рекомендации последнего в 1403 году поступил на службу в римскую курию и прослужил здесь с перерывами до 1453 года. С 1453 по 1458 годы занимал должность канцлера во Флоренции.
Браччолини побывал во Франции, Германии, Швейцарии и Англии, где в библиотеках монастырей отыскал несколько малоизвестных либо забытых античных рукописей Вегеция, Марка Манилия, Аммиана Марцеллина, Витрувия, Петрония, а также «Воспитание оратора» Квинтилиана, «Сильвы» Стация и других. В 1417 году обнаружил полную рукопись Лукреция «О природе вещей», считавшуюся утраченной после падения империи. В 1427 году совместно с Козимо Медичи занимался раскопками античных руин в Остии.
В идейном плане Браччолини близок гражданскому гуманизму, его мировоззрение носит явно светский характер, а сочинения отличают тонкая ирония, острословие, злободневность и элегантный эротизм. Творческое наследие Браччолини включает сочинения на этические темы, письма, диалог «Против лицемеров» (1447—1448), обличавший монашество. В 1438—1452 годах Браччолини написал «Книгу фацетий» (лат. facētia — шутка, острота)— образец латинской прозы Возрождения. Уже в своей первой работе, диалоге De avaritia (1428), проявил сильный интерес к римской истории. Следы полемики о той между ним и Гуарино да Верона прослеживаются от у Кириака Анконского — до Джованни Понтано, вплоть до, возможно, Макиавелли.
В 1436 году он женился на 18-летней Вадже де Буондельмонти, родившей ему шестерых детей.
Умер 30 октября 1459 года. Похоронен в церкви Санта-Кроче во Флоренции.

## Литература

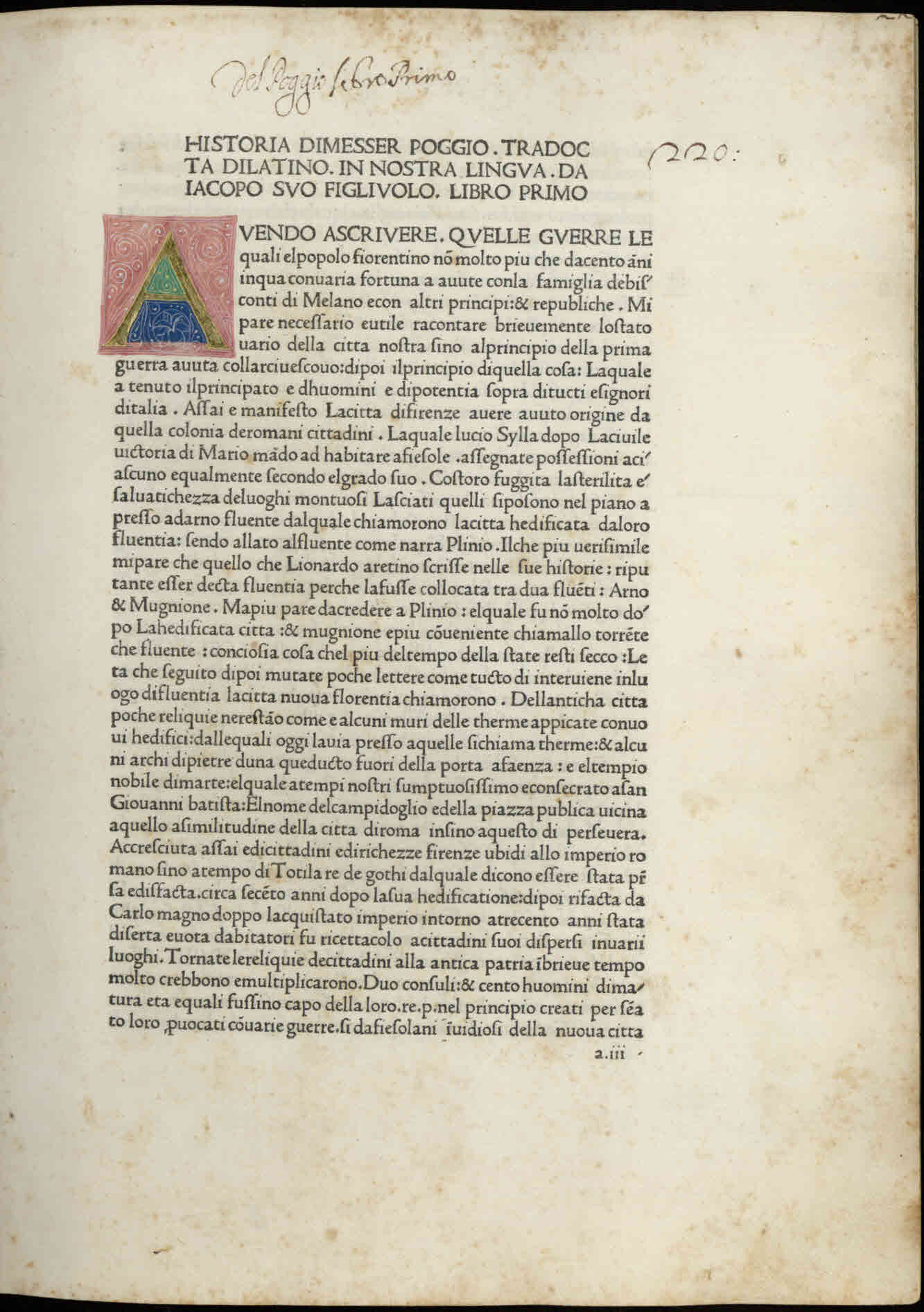
Historia Florentina, 1478